# Michael Dorris
Michael Dorris (* 30. Januar 1945; † 10. April 1997) war ein US-amerikanischer Anthropologe und Schriftsteller.
Michael A. Dorris schrieb in den 1980er und 1990er Jahren einige seiner Bücher in Zusammenarbeit mit seiner Frau Louise Erdrich.
1996 kam es zur Scheidung von Louise Erdrich. Michael Dorris starb 1997 durch Suizid.
2012 wurde Morning Girl als ein Phoenix Award-Honor Book ausgezeichnet.

## Werk
Sein wohl bekanntestes Buch ist The Broken Cord (deutsch: Erzähl ihm nicht von den Bergen: Die bewegende Geschichte des Indianerjungen Adam). Das Buch beruht auf einer wahren Begebenheit. Dorris erzählt, wie er als allein erziehender Vater den jungen Adam adoptiert. Seine primäre Hypothese war, dass sich durch liebevolle Zuwendung alles regulieren lässt.
Damit ist er nach eigenem Eingeständnis gescheitert. Nach und nach erkennt er, dass Adam unheilbar ist. Adam war geistig behindert, emotional zurückgeblieben durch das fetale Alkoholsyndrom geschädigt.

## Bibliographie
- Brautwerbung, Kurzgeschichte in Das große Amerika Lesebuch, Hrsg. William Shore, Goldmann Verlag 1997
- Der hinter Bäume sieht, Übers. Hans Ulrich Hirschfelder (Sees Behind Trees), Ill. Thomas Thiemeyer, Ravensburger 1998
- Erzähl’ ihm nicht von den Bergen, Übers. Veronika Straaß, Vorwort Louise Erdrich, Knesebeck Verlag 1994
  - verfilmt als Der lange Weg ins Leben 1991, Darsteller Jimmy Smits & Kim Delaney, Regie Ken Olin, Kamera Roy H. Wagner
- Fremde, Übers. Uwe-Michael Gutzschhahn (Guests), Ill. Wolfgang Slawski, Ravensburger 1996
- Gelbes Floß auf blauem See, Übers. Karlheinz Dürr & Berit Horenburg (Yellow Raft in Blue Water), Paul Zsolnay Verlag 1991
- Hüter der Weisheit, mit John Gattuso, Vorwort Leslie Marmon Silko, Übers. Werner Petermann (Circle of Nations), Frederking & Thaler 1993
- Ich, Rayona, Übers. Cornelia Krutz-Arnold (Window), Verlag Sauerländer 2003
- Krone des Kolumbus, mit Louise Erdrich, Übers. Edith Nerke & Jürgen Bauer (Crown of Columbus), Rowohlt Verlag 1993
- Morgenlicht und Sternenwächter, Übers. Uwe-Michael Gutzschhahn (Morning Girl), Ill. Quint Buchholz, Ravensburger 1995, ISBN 3-473-52279-1